# Distrito de Llipata
El Distrito de Llipata es uno de los cinco distritos de la Provincia de Palpa, ubicada en el Departamento de Ica, bajo la administración del Gobierno regional de Ica, en el surcentro del Perú.

## Historia
Fue creado el 16 de enero de 1953 mediante Ley 11969, en el gobierno del Presidente Manuel A. Odría. 

## Capital
Su capital es la ciudad de Llipata, situada a 301 m s. n. m.

## Autoridades

### Municipales
- 2011 - 2014[1]
  - Alcalde: Justo Richard Mantilla Bendezú, del Frente Regional Progresista Iqueño (FRPI).
  - Regidores: Claudia María Torres Janampa (FRPI), José Manuel Yaya Pineda (FRPI), Carlos Alca Paucar (FRPI), Sergio Luis Janampa Quispe (FRPI), José Luis Ynostroza Berrocal (Partido Regional de Integración).

### Religiosas
- Párroco: Pbro. Juan Ricardo Villagómez Villaverde, O.F.M. (Parroquia San Cristóbal).[2]

## Festividades
- Festival del Camarón.
- Virgen de la Merced.
- Festival del Pallar.